# Kalliuslampi
Kalliuslampi är en sjö i kommunen Puolango i landskapet Kajanaland i Finland. Den är 3,7 meter djup. Arean är 17 hektar och strandlinjen är 2,07 kilometer lång. Sjön  ingår i Kiminge älvs huvudavrinningsområde.   Den ligger omkring 78 kilometer norr om Kajana och omkring 540 kilometer norr om Helsingfors. 